# Lonchoptera scutellata
Espèce
Lonchoptera scutellata est une espèce de diptères de la famille des Lonchopteridae.

## Description
Dans sa description, l'auteur indique que Lonchoptera scutellata mesure entre 2,50 et 2,75 mm.

## Publication originale
- (de) Paul Stein, « Zwei nene Dipteren », Wiener Entomologische Zeitung, Vienne, Inconnu, vol. 9,‎ 1890, p. 108-110 (ISSN 1562-0891, OCLC 1769860, lire en ligne).